# Marc Pedraza
Marc Pedraza Sarto (Barcellona, 6 febbraio 1987) è un ex calciatore spagnolo, di ruolo centrocampista.

## Biografia
Il padre di Pedraza, Ángel, era anch'esso un calciatore. Giocò come difensore e centrocampista, nel Barcellona e RCD Mallorca e allenò suo figlio nell'Hospitalet in una partita.

## Palmarès

### Nazionale
- Campionato d'Europa Under-19: 1

Polonia 2006

### Individuale
- Capocannoniere del Campionato europeo under-17: 1

Francia 2004 (4 gol, assieme a Hatem Ben Arfa, Shane Paul e Bruno Gama)